# Ferrari F100
La Ferrari F100, conosciuta anche come Fioravanti F100, è una concept car presentata al salone dell'automobile di Torino del 1998.

## Contesto

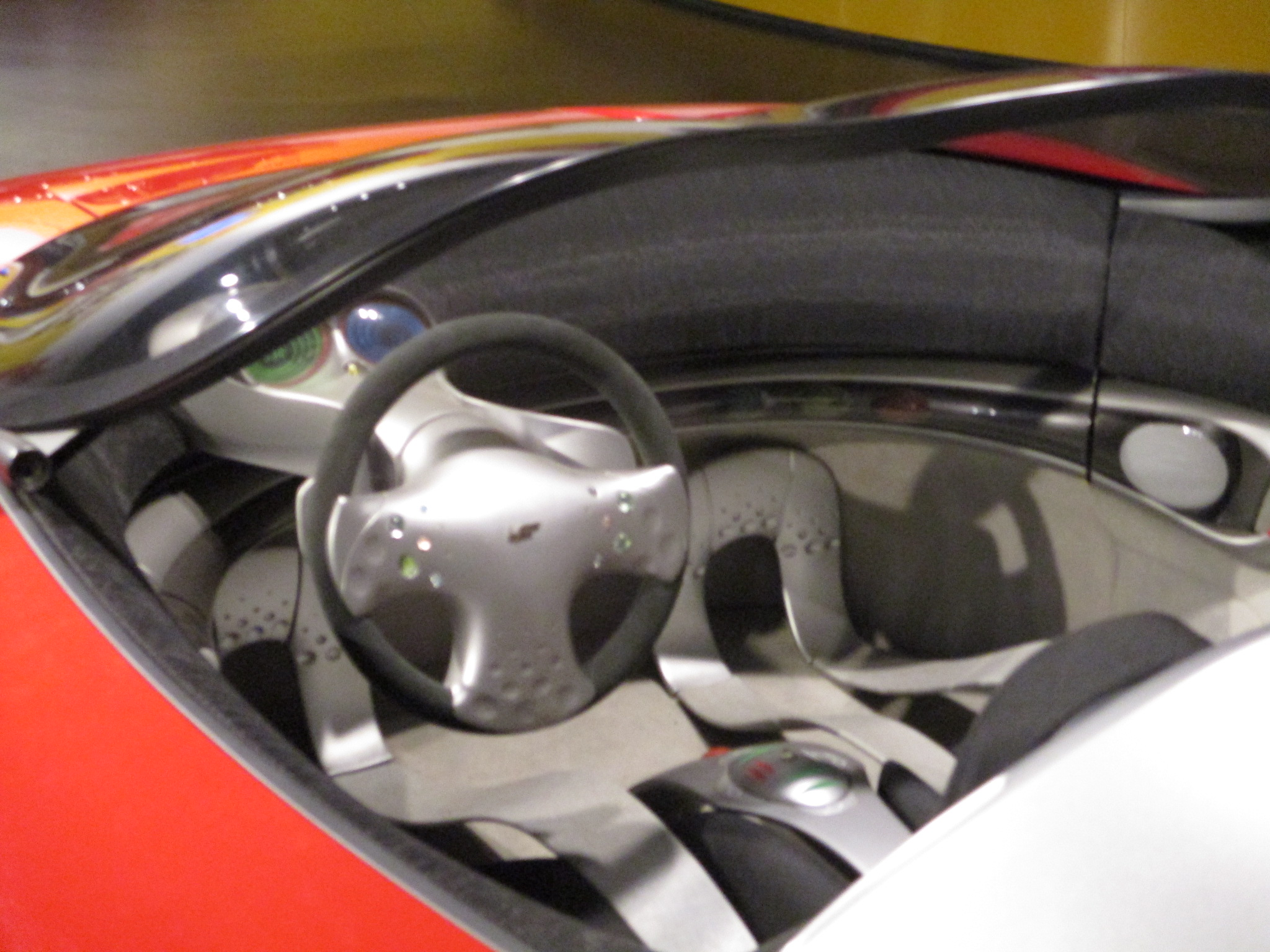
Interni

Venne ideata da Leonardo Fioravanti per onorare il centenario della nascita di Enzo Ferrari, fondatore dell'omonima casa automobilistica, infatti la lettera "F" sta per "Ferrari", mentre il numero "100" indica appunto gli anni passati dalla nascita di Enzo Ferrari.
La vettura, che si presenta come una gran turismo ad alte prestazioni, presenta molti elementi stilistici che richiamano il design delle Ferrari, come i quattro fanali posteriori circolari, che, insieme a quelli anteriori, funzionano a neon. Per quanto riguarda il motore, si ipotizza che sia stato montato un motore V10 con una cilindrata di 3000 cc.
Fioravanti volle creare una vettura che, oltre ad avere delle ottime prestazioni, fosse anche leggera e comoda da guidare. Vennero infatti usati materiali come l'acciaio per la realizzazione della vettura, soprattutto nei cerchioni delle ruote, che vennero studiati per avere un peso contenuto. I sedili vennero invece studiati per rilassare i muscoli delle gambe, garantendo quindi il massimo comfort quando si è seduti.
Ne venne costruito un solo esemplare.